# Lê Minh Trường
Lê Minh Trường (1930–2011) byl severovietnamský fotograf působící během druhé indočínské války.

## Životopis
Lê Minh Trường se narodil v roce 1930 v Thua Thien, Hue.
Lê bojoval za Viet Minh a byl součástí jednotky, která doprovázela prince Souphanouvonga ze severního Vietnamu do jeskyní v sídle Pathet Lao. V roce 1956 byl vážně zraněn na hlavě kouskem letícího šrapnelu a byl prohlášen za neschopného pokračovat v bojové jednotce. To vedlo k jeho přeřazení jako fotografa do Vietnamské tiskové agentury v roce 1958, kde byl pověřen fotografováním Ho Či Minovy stezky. Lê cestovala sám a pracoval s malým množstvím zásob v drsných podmínkách hor a lesů, a na vyvolávání svých filmů často používal vodu z delty Mekongu a vyvolával v noci.

## Ocenění
Lê získal první cenu na Národní výstavě fotografií 1969 a 1971.